# Diriangén Fútbol Club
El Diriangén Fútbol Club és un club nicaragüenc de futbol de la ciutat de Diriamba.
Va ser fundat el 2017. És el club amb més títols del país.

## Palmarès
- Lliga nicaragüenca de futbol:[2]
  - 1940, 1941, 1942, 1943, 1944, 1945, 1949, 1953, 1956, 1959, 1969, 1970, 1974, 1981, 1982, 1983, 1987, 1989, 1992, 1995, 1996, 1997, 2000, 2005, 2006, Clausura 2018

- Copa nicaragüenca de futbol:[3]
  - 1996, 1997

## Futbolistes destacats
- Roberto Chanampe
- Diego Campos
- Sebastián Acosta
- Yilberto Morales
- Adrian Moura
- Manuel "Catarro" Cuadra (1939-1944)
- Livio Bendaña
- Mauricio Cruz

## Entrenadors destacats
- Mauricio Cruz (2005, 2008-)
- Róger "Pinocho" Rodríguez (2006)
- Martín Mena (2007)